# 圣马尔特 (厄尔省)
圣马尔特（法語：Sainte-Marthe）是法国厄尔省的一个市镇，位于该省中南部，属于埃夫勒区。该市镇总面积17.5平方公里，2009年时的人口为445人。

## 人口
圣马尔特人口变化图示